# أدريان هال
أدريان هال (بالإنجليزية: Adrian Hall)‏ هو ممثل بريطاني، ولد في 1959 في المملكة المتحدة.

## وصلات خارجية
- أدريان هال على موقع IMDb (الإنجليزية)
- أدريان هال على موقع تيرنر كلاسيك موفيز (الإنجليزية)
- أدريان هال على موقع قاعدة بيانات الفيلم (الإنجليزية)